# Catherine Fonck
Catherine Fonck (Ciney, 22 september 1968) is een Belgisch politica voor Les Engagés.

## Levensloop
Als doctor in de geneeskunde aan de Université Catholique de Louvain, een diploma dat ze in 1993 behaalde, werd Catherine Fonck arts-specialiste in de interne geneeskunde en in de nefrologie. Vervolgens werd ze dokter op de dienst Nefrologie en Dialyse van het Centre Hospitalier van Bergen. 
In januari 2003 werd Fonck politiek actief voor het cdH, de voorloper van Les Engagés. In juni 2003 werd ze voor de kieskring Henegouwen verkozen in de Kamer van volksvertegenwoordigers. Als parlementslid ging ze zich vooral toeleggen op het gezondheidsbeleid. Ze zetelde in de Kamer tot in juli 2004 en was daarna van juli 2004 tot juli 2009 minister van Volksgezondheid, Kinderen en Jeugdzorg in de Franse Gemeenschapsregering. Bij de regionale verkiezingen van juni 2009 werd Fonck voor het arrondissement Bergen verkozen in het Waals Parlement en het Parlement van de Franse Gemeenschap, maar ze nam deze mandaten niet op.
Na haar afloop van haar ministerschap in juli 2009 keerde Fonck terug naar de Kamer. Ze engageerde zich in de commissies Sociale Zaken en Volksgezondheid en werd na de verkiezingen van 2010 fractieleider voor haar partij in de Kamer. Ook was Fonck vanaf januari 2010 vicevoorzitter van het cdH.
Bij de federale verkiezingen van mei 2014 werd ze als lijsttrekker van de cdH-lijst van de provincie Henegouwen herkozen met een score van 24.645 voorkeurstemmen. Vervolgens was Fonck van juni tot oktober 2014 staatssecretaris voor Leefmilieu, Energie, Mobiliteit en Staatshervorming in de ontslagnemende regering-Di Rupo. Ze nam hierdoor tijdelijk ontslag als fractieleider in de Kamer. Na de vorming van de regering-Michel I in oktober 2014 nam ze deze functie terug op. Bij de verkiezingen van mei 2019 werd Fonck herkozen in de Kamer. In 2024 besloot ze niet meer op te komen bij de verkiezingen, omdat de werking van de politiek volgens haar te veel verlamd werd door de particratie.
Op lokaal niveau is Fonck sinds 2006 gemeenteraadslid van Frameries.

## Eretekens
- België:Grootofficier in de Leopoldsorde (2015).